# بیابان یهودیه

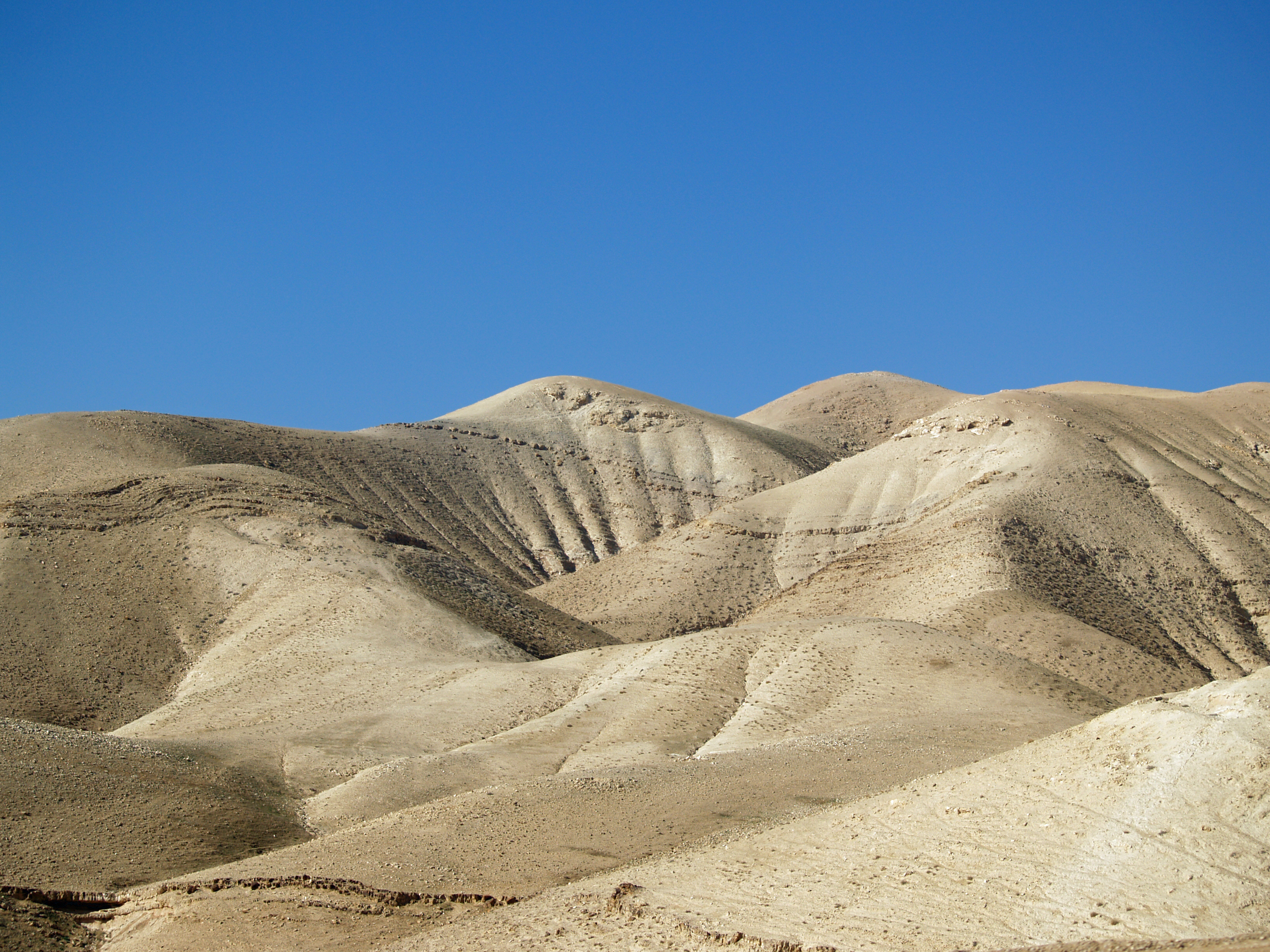
تپه‌های بیابان یهودیه
Desert in the southern Levant

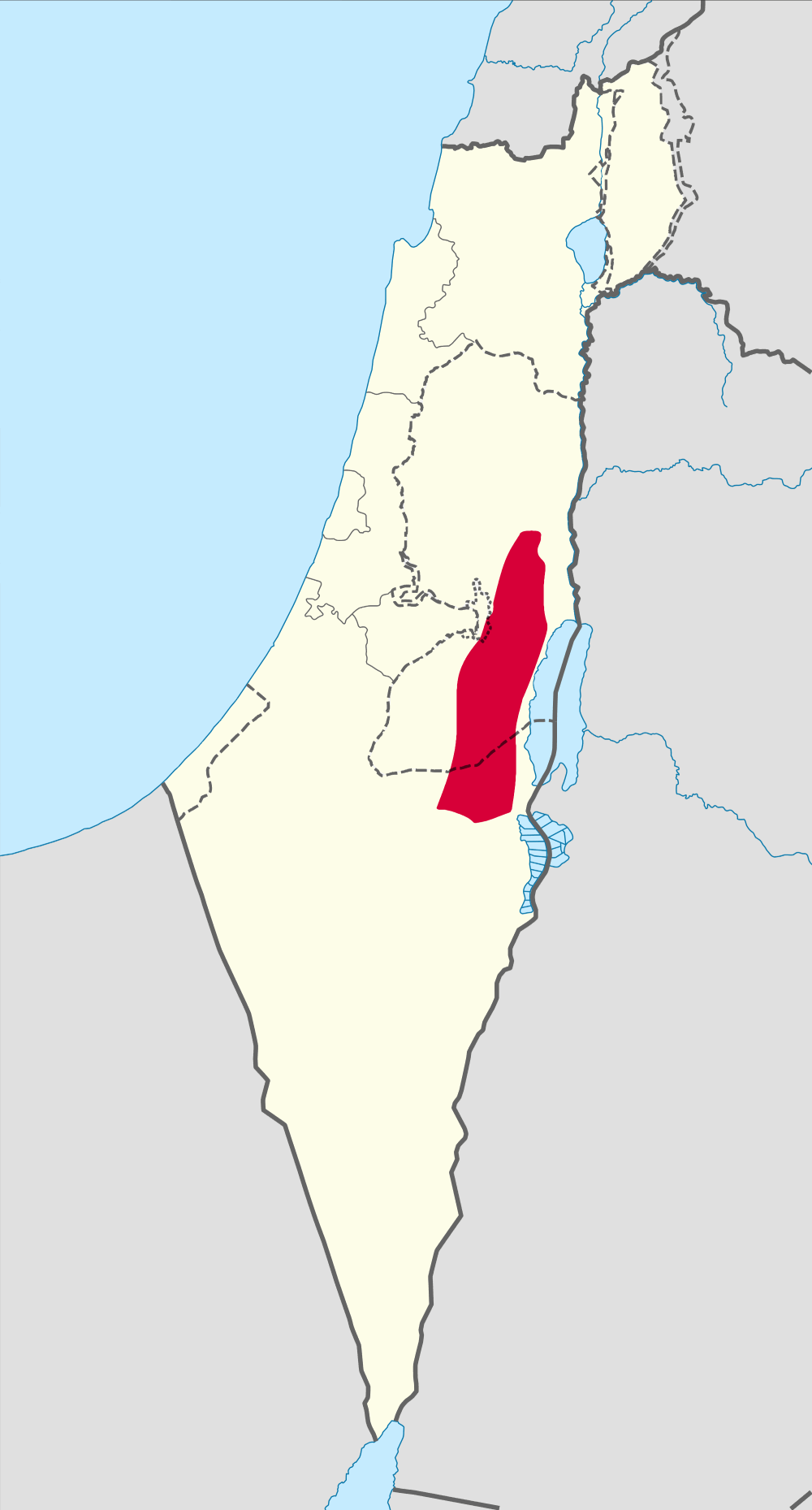
موقعیت بیابان یهودا در اسرائیل با رنگ قرمز نشان داده شده

بیابان یهودیه یا بیابان یهودا (به عبری: מִדְבַּר יְהוּדָה) و (به عربی: صحراء یهودا) نام بیابانی در کشور اسرائیل است که در کرانه باختری رود اردن و در شرق اورشلیم قرار دارد و به دریای مرده منتهی می‌شود.

## جغرافیا
این بیابان از شمال شرق صحرای نگب تا شرق بت ال کشیده شده و در منطقه‌ای که شیب تندی دارد به دریای مرده و درهٔ اردن می‌رسد. رودهای فصلی زیادی، از شمال شرقی به سمت جنوب شرقی از این بیابان عبور می‌کنند. همچنین این منطقه دارای آبکندهای (دره‌های باریک و عمیق) بسیاری است که عمق آن‌ها از ۱۲۰۰ پا در غرب تا ۶۰۰ پا در شرق متغیر است. نام دیگر این بیابان، بیابان سرزمین وحشی (יְשִׁימוֹן) است.

## اقلیم
بارندگی سالانه در این منطقه حدود ۴۰۰ تا ۵۰۰ میلی‌متر در تپه‌های غربی، ۶۰۰ میلی‌متر در غرب اورشلیم و نقاط مرکزی این صحرا، در شرق اورشلیم، ۴۰۰ میلی‌متر و در شرق این صحرا به‌دلیل وقوع پدیدهٔ سایه باران، تا ۱۰۰ میلی‌متر کاهش پیدا می‌کند. اقلیم منطقه نیز از اقلیم مدیترانه‌ای در غرب، اقلیم نیمه‌خشک در مرکز و اقلیم بیابانی در شرق، متغیر است.

بر اساس مطالعات دانشگاه عبری اورشلیم، سفره‌های آبی زیرزمینی عظیمی در عمق این منطقه یافت شده است. این آب‌ها از جبال الخلیل به سوی دریای مرده در جریان است.

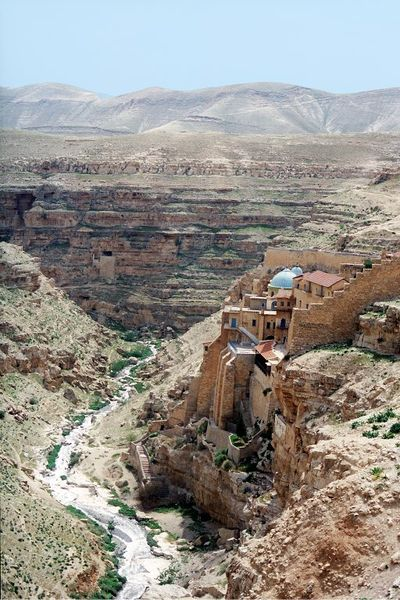
دیر مار سبا در دره کیدرون
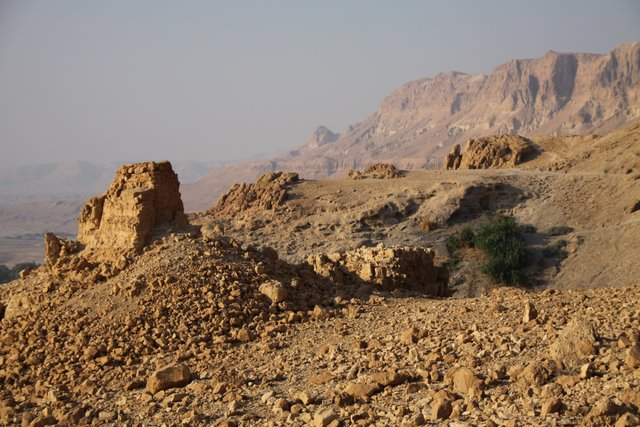
نمای بیابان در عین گدی
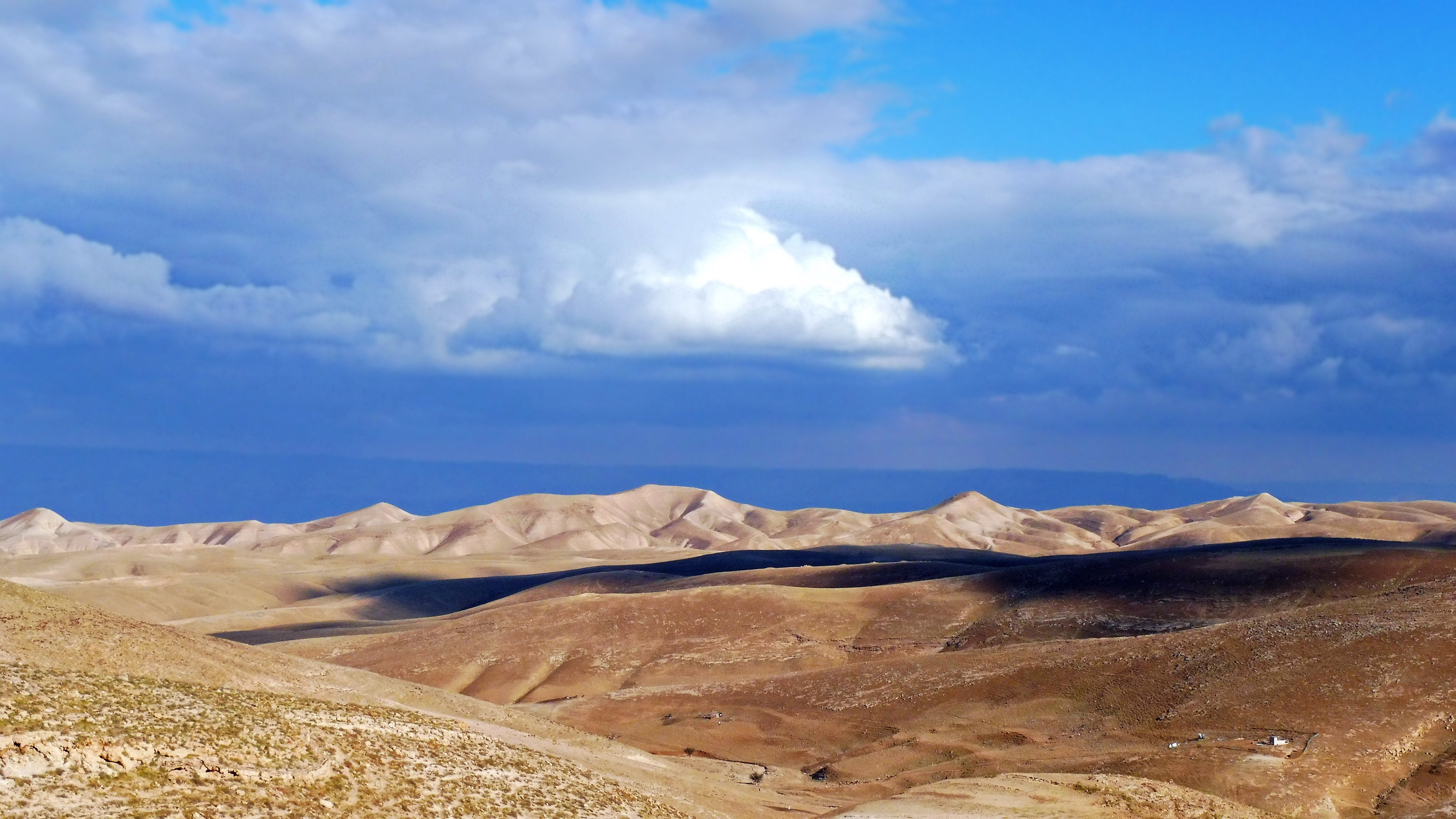
نمای بیابان یهودیه از معاله آدومیم در حومهٔ اورشلیم